# Nieuwe Schans (Gelderland)
Nieuwe Schans is een buurtschap in de Nederlandse gemeente West Maas en Waal, gelegen in de provincie Gelderland. Het ligt aan een dode arm van de rivier de Maas tussen Greffeling en Maasbommel.
Van Nieuwe Schans vaart een veerpont over de Maas naar Oijen. In de dode Maasarm bevindt zich een jachthaven.
Hoofdplaats: Beneden-Leeuwen

Dorpen: Alphen · Altforst · Appeltern · Boven-Leeuwen · Dreumel · Maasbommel · Wamel

Buurtschappen: Blauwesluis · De Tuut · Greffeling · Moordhuizen · Nieuwe Schans · Oude Maasdijk · Woerd

Gelderland: Steden en dorpen in Gelderland      Nederland: Provincies · Gemeenten